# Каменный окунь-ханос
Каменный окунь-ханос (лат.  Serranus cabrilla) — вид лучепёрых рыб из семейства каменных окуней (Serranidae).

## Ареал
Распространены в восточной части Атлантического океана от Британских островов до Мыса Доброй Надежды, включая Азорские и Канарские острова, архипелаг Мадейра, а также в Средиземном, Эгейском, Мраморном и Чёрном морях.

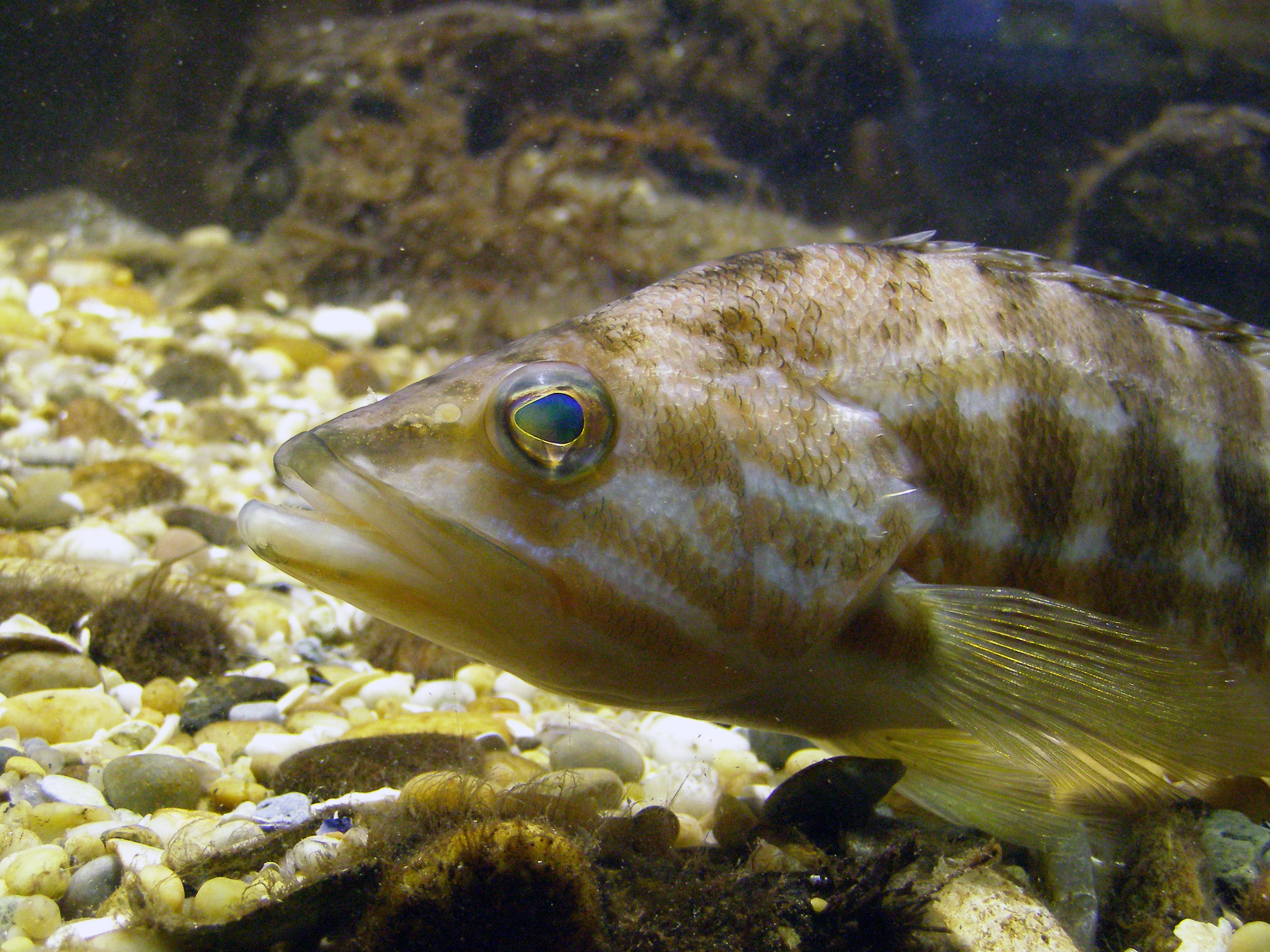

## Описание
Тело вытянутое, относительно невысокое, покрыто ктеноидной чешуёй. В спинном плавнике 10 колючих и 13—15 мягких лучей. В анальном плавнике 3 колючих и 7—8 мягких лучей. Хвостовой плавник слабовыемчатый. Окраска тела желтовато-серая или красноватая. На верхней части тела 8—9 коричневых поперечных полос. На нижней стороне тела 2—3 желтоватых или красноватых продольных полос. На голове косые красные или оранжевые полосы. Спинной, анальный и хвостовой плавники со светлыми пятнами . Размеры варьируются от 5 до 25 см, максимальная длина тела 40 см.

## Биология
Морская придонная рыба. Обитает на глубине 5—500 м над скальными, песчаными и галечниковыми грунтами. 
Питается рыбами, головоногими и ракообразными.
Синхронные гермафродиты. Нерестятся в апреле-июне (Средиземное море) или в июле-августе (Чёрное море)